# محمد شنیق
محمد شنیق (انگلیسی: Mohamed Chenik; زاده ۱ مهٔ ۱۸۸۹ – درگذشته ۲۰ نوامبر ۱۹۷۶) سیاستمدار و اهالی کسب‌وکار اهل تونس بود. وی دو بار از ۱ ژانویه ۱۹۴۳ تا ۱۵ مه ۱۹۴۳ و سپس از ۱۷ اوت ۱۹۵۰ تا ۲۶ مارس ۱۹۵۲ نخست‌وزیر این کشور بود. محمد شنیق در ۲۰ نوامبر ۱۹۷۶، در ۸۷ سالگی درگذشت.